# Velický hliník
Velický hliník este o arie protejată (arie specială de conservare — SAC, sit de importanță comunitară — SCI) din Republica Cehă întinsă pe o suprafață de 4,87 ha, integral pe uscat.

## Localizare
Centrul sitului Velický hliník este situat la coordonatele 48°51′42″N 17°31′04″E / 48.861667°N 17.517778°E.

## Înființare
Situl Velický hliník a fost declarat sit de importanță comunitară în aprilie 2005 pentru a proteja 1 specie de animale. Situl a fost protejat și ca arie specială de conservare în ianuarie 2013.

## Biodiversitate
Situată în ecoregiunea continentală, aria protejată nu include niciun habitat protejat.
La baza desemnării sitului se află o specie protejată de  amfibieni: izvoraș-cu-burta-galbenă (Bombina variegata).